# Heterecous
Heterecous is een geslacht van rechtvleugeligen uit de familie krekels (Gryllidae). De wetenschappelijke naam van dit geslacht is voor het eerst geldig gepubliceerd in 1897 door Saussure.

## Soorten
Het geslacht Heterecous omvat de volgende soorten:
- Heterecous auditor Saussure, 1897
- Heterecous smithianus Saussure, 1897